# Svovlsyre
Svovlsyre er en vandklar, farveløs væske. Det er en stærk, uorganisk syre, som kan blandes med vand i ethvert blandingsforhold. Svovlsyre er diprot, dvs. hvert molekyle kan fraspalte to hydrogenioner. Salte af svovlsyre kaldes for sulfater. Svovlsyre blev oprindeligt kaldt vitriol.
Koncentreret svovlsyre er kraftigt ætsende. Ved fortynding med vand frigives stor kemisk energi i form af varme. Derfor skal syren hældes i vand og ikke omvendt. Hvis vand hældes direkte i svovlsyre, er der stor risiko for, at blandingen begynder at koge og syren sprøjter ud af beholderen. Hvis syren omvendt hældes i vand, er der mere væske, som varmen kan fordele sig i, og risikoen er langt mindre.

## Tekniske anvendelser
Svovlsyre bruges til mange formål og er det mest anvendte stof i den kemiske industri. Svovlsyre bruges bl.a. til:
- Behandling af malm
- Råstof ved fremstilling af andre kemikalier, herunder
  - Kunstgødning
  - Sprængstoffer
- Olieraffinering
- Elektrolyt i akkumulatorer til biler

## Miljøforhold
Svovlsyre dannes i atmosfæren, når svovldioxid fra forbrænding af svovlholdig olie går i forbindelse med vand. Nedbør, der er forurenet med denne svovlsyre, kaldes syreregn, og medvirker til forsuring af jordbund og vandmiljø.